# Sayed Mekawi
Sayed Mekawi est un grand chanteur et compositeur égyptien né au Caire le 8 mai 1927 et décédé le 21 avril 1997.
Sa musique a dépassé l'Égypte pour devenir une partie intégrante du patrimoine arabe. Formé à l'école Azharite, il devient expert dans la récitation du Coran et commence à donner des concerts en solo, s'accompagnant au oud.
Mais c'est le personnage de al-Missaharati annonçant à la radio l'entrée en carême durant le mois du Ramadan qui devait lui apporter la célébrité. Fuad Haddad pour les paroles et Mekawi pour la musique redonnent vie au Missaharati dès 1951: ce personnage, exhortant les musulmans à se lever et à se préparer à une journée de jeûne, incarne dès lors les aspirations, les souffrances et la fierté de toute une génération rêvant au son du tablâ (percussion).

## Œuvres
Mekawi restera dans les mémoires pour une œuvre abondante et multiple: son opérette Al-Leila Al-Kebira (La Grande Nuit), écrite sur des paroles du poète Salah Jahin dont Mekawi disait: "nous sommes comme Assal et Tehina"! (inséparables comme les composants de la pâte de sésame sucrée) fut d'abord conçue pour la radio. La Grande Nuit évoque la nuit par laquelle se termine le "Moulid", grande fête populaire et religieuse, et connut immédiatement un immense et durable succès, elle fut ensuite adaptée pour le théâtre de marionnettes avant d'être reprise par la télévision.
Mekawi a également composé une centaine de chants religieux, une trentaine de célébrations du Moulid Al-Nabi (naissance du Prophète), des musiques pour presque tous les grands chanteurs de son époque y compris "la dame" de la génération précédente, Oum Kalthoum (Ya Messaharni), à l'exception de Abdel Halim Hafez. 
Il a aussi écrit de nombreuses musiques pour la télévision en particulier celle de la série  Harun Al-Rashid (avec Mahmoud Al-Saadani et Salah Jahin) et même joué dans un film d'Ali Badrakhan, Al-Arous Al-Saghira (Le petit pont)! Ses chansons les plus populaires sont sans doute Nashid Al-Muqawma Al-Sha'biya (Hymne à la résistance du peuple), Gana Al-Fagr et Ummal Hafr Al-Qanal (Les ouvriers qui ont creusé le Canal). Sa musique abordant tous les thèmes économiques, sociaux, intellectuels et politiques qui touchaient les classes défavorisées, moquant la bureaucratie comme dans Al-lstemara Rakba Al-Humara ("Questionnaire sur un âne") ou chantant la fierté nationale comme dans But Sanuhareb ("Battons-nous"), en 1956, ou Al-Ard Bitetkalem Arabi ("Le pays parle arabe"), composé après 1973, sera encore longtemps écoutée.